# Thibaud Dréan
Pour les articles homonymes, voir Dréan (homonymie).

a Compétitions nationales et continentales officielles uniquement.

Dernière mise à jour le 7 juin 2024.
Thibaud Dréan, né le 6 janvier 1992 à Niort, est un joueur français de rugby à XV qui évolue au poste de pilier.

## Biographie
Né à Niort, Thibaud Dréan commence la pratique du rugby à XV à l'âge de 6 ans au sein du club de sa ville natale, le Stade niortais, marchant ainsi sur les pas de son père ayant joué au rugby pendant près de trente ans,,,. Il évolue ensuite au pôle espoirs de Tours pendant trois ans : les deux premières années, il continue de porter en parallèle le maillot de Niort, avant de rejoindre en 2009 le Stade rochelais en catégorie Crabos,.
Il rallie ensuite en 2010 l'US Dax en catégorie Reichel. Il intègre le centre de formation dès sa deuxième saison en tant que pilier droit, tout en continuant d'étudier pour obtenir un BTS en management des unités commerciales,. Après une dernière année au centre de formation en 2014-2015 pendant laquelle il dispute ses premières rencontres professionnelles,, avant d'être promu sous contrat professionnel en 2015. Il prolonge ensuite en 2017 pour deux années supplémentaires. Après plusieurs années comptant peu de feuilles de match, Dréan joue à un rythme plus régulier lors du début de la saison 2017-2018.
Il fait valoir sa clause libératoire après la relégation du club dacquois en Fédérale 1, il s'engage ainsi avec l'US Carcassonne à l'intersaison 2018, pour une saison plus une optionnelle.
Après une saison dans l'Aude, Dréan fait son retour avec l'US Dax, son club formateur évoluant toujours au niveau amateur ; il signe alors un contrat de deux années plus une optionnelle. Blessé après une rupture de ligament croisé postérieur au genou droit lors de la saison 2020-2021, au mois de février, il manque la fin du championnat. Il prolonge de deux années supplémentaires le contrat le liant au club à l'intersaison 2022,. Il est alors un des cadres de l'équipe ayant acquis la remontée du club dacquois en Pro D2 au terme de la saison 2022-2023 de Nationale, participant à la finale concédée contre le Valence Romans DR. Il commence à développer cette même saison une polyvalence avec le côté gauche de la première ligne, ainsi que la suivante en Pro D2 ; une blessure à la cheville l'éloigne néanmoins des terrains pendant trois mois. En fin de contrat, il est prolongé pour deux années supplémentaires. Il manque la majorité de la phase aller de la saison 2024-2025, gêné par une blessure à l'épaule puis des calculs rénaux,.
En parallèle de sa carrière professionnelle sous le maillot dacquois, Dréan entreprend sa future reconversion en tant qu'entraîneur, après avoir été initié par son coéquipier Jean-Matthieu Alcalde. Suivant le cursus classique, du brevet d'initiateur fédéral jusqu'au diplôme d'État,, il intervient pendant sa formation auprès des cadettes de l'équipe féminine, puis en tant que consultant à la mêlée avec l'équipe senior féminine lors de la saison 2024-2025.

## Palmarès
- Championnat de France de Nationale :
  - Vice-champion : 2023 avec l'US Dax.